# Saison 2018-2019 du FC Cologne
 (avril 2019).
Si vous disposez d'ouvrages ou d'articles de référence ou si vous connaissez des sites web de qualité traitant du thème abordé ici, merci de compléter l'article en donnant les références utiles à sa vérifiabilité et en les liant à la section « Notes et références ».
Maillots
Chronologie
Saison précédente Saison suivante
La saison 2018-2019 est la 9e saison du FC Cologne en deuxième division après sa 6e relégation en 2.Bundesliga.

## Transferts

### Transferts estivaux
| Nom      | Nationalité | Poste | Transfert | Provenance/Destination | Division |
| -------- | ----------- | ----- | --------- | ---------------------- | -------- |
| Arrivées |             |       |           |                        |          |
| Départs  |             |       |           |                        |          |

### Transferts hivernaux
| Nom           | Nationalité | Poste     | Transfert          | Provenance/Destination | Division     |
| ------------- | ----------- | --------- | ------------------ | ---------------------- | ------------ |
| Arrivées      |             |           |                    |                        |              |
| Johannes Geis | Allemagne   | Milieu    | Transfert          | Schalke 04             | Bundesliga   |
| Florian Kainz | Autriche    | Milieu    | Transfert          | Werder Brême           | Bundesliga   |
| Départs       |             |           |                    |                        |              |
| Simon Zoller  | Allemagne   | Attaquant | Transfert (300 k€) | VfL Bochum             | 2.Bundesliga |

## Compétitions
| 2.Bundesliga        | Coupe d'Allemagne                             |
| ------------------- | --------------------------------------------- |
| Champions 62 points | Deuxième tour face à Schalke 04 (1-1, 5-6tab) |
| 19V 5N 9D           | 1V 0N 1D                                      |
| TOTAL: 20V 5N 10D   |                                               |

### Championnat

#### Évolution du classement et des résultats
| Journée  | 1 | 2 | 3 | 4 | 5 | 6 | 7 | 8 | 9 | 10 | 11 | 12 | 13 | 14 | 15 | 16 | 17 | 18 | 19 | 20 | 21 | 22 | 23 | 24 | 25 | 26 | 27 | 28 | 29 | 31 | 30 | 32 | 33 | 34 | Journées en tête |
| -------- | - | - | - | - | - | - | - | - | - | -- | -- | -- | -- | -- | -- | -- | -- | -- | -- | -- | -- | -- | -- | -- | -- | -- | -- | -- | -- | -- | -- | -- | -- | -- | ---------------- |
| Résultat |   |   |   |   |   |   |   |   |   |    |    |    |    |    |    |    |    |    |    |    |    |    |    |    |    |    |    |    |    |    |    |    |    |    | —                |
| Rang     |   |   |   |   |   |   |   |   |   |    |    |    |    |    |    |    |    |    |    |    |    |    |    |    |    |    |    |    |    |    |    |    |    |    | 0                |

## Statistiques

### Statistiques collectives
| Compétition | Débute au tour | Termine | Matches joués | Gagnés | Nuls | Perdus | Buts pour | Buts contre | Différence |
| ----------- | -------------- | ------- | ------------- | ------ | ---- | ------ | --------- | ----------- | ---------- |
| -           | -              | -       | -             | -      | -    | -      | -         | -           | -          |
| -           | -              | -       | -             | -      | -    | -      | -         | -           | -          |
| -           | -              | -       | -             | -      | -    | -      | -         | -           | -          |
| Total       | -              | -       | -             | -      | -    | -      | -         | -           | -          |

### Statistiques individuelles
(Mis à jour le )
| Numéro | Nat. | Nom | Championnat | Championnat | Championnat    | Championnat | Championnat  | Ligue Europa | Ligue Europa | Ligue Europa   | Ligue Europa | Ligue Europa | Coupe d'Allemagne | Coupe d'Allemagne | Coupe d'Allemagne | Coupe d'Allemagne | Coupe d'Allemagne | Total | Total       | Total          | Total  | Total        |
| Numéro | Nat. | Nom | M.j.        | But inscrit | Passe décisive | Averti      | Carton rouge | M.j.         | But inscrit  | Passe décisive | Averti       | Carton rouge | M.j.              | But inscrit       | Passe décisive    | Averti            | Carton rouge      | M.j.  | But inscrit | Passe décisive | Averti | Carton rouge |
| ------ | ---- | --- | ----------- | ----------- | -------------- | ----------- | ------------ | ------------ | ------------ | -------------- | ------------ | ------------ | ----------------- | ----------------- | ----------------- | ----------------- | ----------------- | ----- | ----------- | -------------- | ------ | ------------ |
|        |      |     | 0           | 0           | 0              | 0           | 0            | 0            | 0            | 0              | 0            | 0            | 0                 | 0                 | 0                 | 0                 | 0                 | 0     | 0           | 0              | 0      | 0            |